# Atherigona contrastiloba
Atherigona contrastiloba är en tvåvingeart som beskrevs av Deeming 1987. Atherigona contrastiloba ingår i släktet Atherigona och familjen husflugor.
Artens utbredningsområde är Madagaskar. Inga underarter finns listade i Catalogue of Life.